# Mathilde Hertz
Mathilde Carmen Hertz (* 14. Januar 1891 in Bonn, Königreich Preußen, Deutsches Reich; † 20. November 1975 in Cambridge, England, Vereinigtes Königreich) war eine Biologin, die im Bereich der Tierpsychologie und Sinnesphysiologie der Tiere forschte. Sie erforschte die Sinneswahrnehmung so unterschiedlicher Tierarten wie Rabenvögel, Kohlweißlinge, Schlangensterne, Bienen, Fliegen und Einsiedlerkrebse.

## Leben

### Frühe Jahre
Hertz war die zweite Tochter des Physikers Heinrich Hertz (* 22. Januar 1857; † 1. Januar 1894), dem Entdecker der elektromagnetischen Wellen, und seiner Ehefrau Elisabeth, geb. Doll (* 1864; † 1941). Aufgrund des frühen Todes des Vaters wuchs Hertz in wirtschaftlich schwierigen Verhältnissen auf. Im Frühjahr 1910 bestand sie das Abitur am Bonner Realgymnasium. Anschließend nahm sie ein Philosophiestudium auf, brach dieses aber bald ab, um eine künstlerische Ausbildung an den Kunstschulen in Karlsruhe (1910–1912) und Weimar (1912–1915) zu absolvieren.
Ab 1915 arbeitete Hertz als Bildhauerin in Weimar, Berlin und München. Als Bildhauerin schuf sie u. a. mehrere Büsten ihres Vaters. Eine davon steht seit 1925 im Innenhof des Hauptgebäudes der Technischen Hochschule Karlsruhe in der Nähe des historischen Heinrich-Hertz-Hörsaales. Im Herbst 1918 erhielt sie eine Stellung in der Bibliothek des Deutschen Museums in München, für die sie bis 1923 tätig blieb. Im Rahmen dieser Betätigung war sie auch mit der Rekonstruktion von fossilen Zähnen betraut. Der Paläontologe Ludwig Döderlein, dem die Qualität ihrer Arbeit auffiel, ermutigte sie 1921, sich an der Münchener Universität als Doktorandin zu immatrikulieren, was sie im Wintersemester 1921/1922 tat.

### Forschungslaufbahn
Hertz schloss ihre Promotion, die sie parallel zu ihrer Erwerbstätigkeit bearbeitete, schließlich im Februar 1925 mit einer von Richard Hertwig betreuten Arbeit über urzeitliche Säugetiergebisse ab. In dieser Schrift ging sie der Frage nach, ob man einen Zusammenhang zwischen der fortschreitenden Entwicklung des Säugetiergebisses und der Lebensweise der Säugetiere erkennen kann. Dabei stellte sie die These auf, dass der gleichsinnig fortschreitenden Entwicklung des Säugetiergebisses eine einheitliche Ursache zugrunde liegen müsse. Im Ergebnis hielt sie fest, dass mechanischer Druck der während der Kautätigkeit auf die Zähne wirkt, die eine evolutionär bedingte Ursache für die typische Entwicklung einzelner Gebissmerkmale der Säuger darstellt.
Nach der Promotion wandte Hertz sich dem neuen Forschungsgebiet der Tierpsychologie zu. In den Jahren 1925 bis 1929 wurde ihre Arbeit durch ein Stipendium der Notgemeinschaft der deutschen Wissenschaft finanziert. Zunächst arbeitete sie als Hilfskraft in der Zoologischen Sammlung in München, dann, ab 1927 als Gastwissenschaftlerin der von Richard Goldschmidt geleiteten Abteilung des Kaiser-Wilhelm-Instituts für Biologie in Berlin. Dort erhielt sie im April 1929 eine Assistentenstelle. Ihr Forschungsschwerpunkt während dieser Zeit waren die optischen Fähigkeiten und Leistungen der Tiere, die sie insbesondere unter wahrnehmungspsychologischen Gesichtspunkten untersuchte. Aufgrund des Potentials ihrer Arbeit stellte man ihr ein geeignetes eigenes Gebäude zur Verfügung, in dem sie eigenständig experimentelle Untersuchungen durchführen konnte.
Ihre Habilitationsschrift reichte Hertz im November 1929 bei der Berliner Universität ein. Diese wurde von Richard Hesse und Wolfgang Köhler bewertet.
Im Mai 1930 wurde Hertz die Venia legendi für Zoologie der Philosophischen Fakultät erteilt: In der Folge hielt sie neben ihrer Forschungsarbeit am Kaiser-Wilhelm-Institut bis 1933 Vorlesungen an dieser Universität. 1931/1932 verbrachte sie einige Monate am Laboratorio Biológico-Marino auf Mallorca.

### Emigration und letzte Lebensjahre
Infolge der Machtergreifung der Nationalsozialisten wurde Hertz aufgrund ihrer jüdischen Herkunft innerhalb des Wissenschaftsbetriebs diskriminiert: Am 2. September 1933 teilte das Preußische Ministerium für Wissenschaft, Kunst und Volksbildung ihr die Entziehung ihrer Lehrbefugnis aufgrund § 3 Berufsbeamtengesetz vom 7. April 1933 mit. Aufgrund einer Ausnahmegenehmigung, die sie dank der Fürsprache von Max Planck  erhielt, konnte sie ihre Forschungsarbeit vorläufig fortsetzen: Nachdem das Institut sie auf Druck des Ministeriums zum 31. Dezember 1933 hatte kündigen müssen, erhielt sie aufgrund des anhaltenden Engagements von Planck zu ihren Gunsten am 3. Januar 1934 eine schriftliche Ausnahmegenehmigung des Reichsinnenministers. Grundlage war eine Verordnung, die dem Reichsinnenminister erlaubte, in Einzelfällen Ausnahmen zuzulassen, sofern „dringende Bedürfnisse der Verwaltung es erfordern“, auf die Planck sich berufen hatte, indem er argumentierte, dass „dringende Rücksichtnahmen der Verwaltung“ Hertz’ Belassung notwendig machen würden, da keine andere Stelle ihre tierpsychologischen Arbeiten durchführen könnte.
1935 entschied Hertz sich, obwohl ihre Stellung in Berlin vorerst unbefristet gesichert war, nach Großbritannien überzusiedeln. Seit November 1935 hielt sie sich in London und Cambridge auf. Sie erhielt eine sechsmonatige Übergangsfinanzierung durch den Academic Assistance Council. Ihre Mutter und Schwester Johanna Sophie Elisabeth Hertz (1887–1967) holte sie kurz darauf nach.
Ab Januar 1936 forschte Hertz im Department of Zoology der Cambridge University. Finanziert wurde sie, wie ihre Mutter und Schwester, aus einem Hertz-Fonds, den britische Unternehmen der Radioindustrie in Erinnerung an Heinrich Hertz auf Bitten führender Wissenschaftler geschaffen hatten. Trotz dieser vergleichsweise vorteilhaften Bedingungen nahm Hertz’ wissenschaftliche Schaffenskraft bald erheblich ab, was in der Literatur auf gesundheitliche und familiäre Probleme (Tod der Mutter, mentale Erkrankung der Schwester), sowie die belastende Situation der Vertreibung zurückgeführt wird. Um 1939 stellte sie ihre Forschungsarbeiten endgültig ein.
In der Nachkriegszeit lebte Hertz in ärmlichen Verhältnissen. Dank der Fürsprache des Physikers Max von Laue wurde ihr Mitte der 1950er Jahre eine bescheidene Rente und 1957 ein Ruhegehalt gewährt. Letzteres wurde ihr im Rahmen eines Wiedergutmachungsverfahrens zugesprochen, in dem festgestellt wurde, dass sie unter anderen politischen Verhältnissen in Deutschland mindestens eine außerordentliche Professur erlangt hätte. Mathilde Hertz nahm nie die britische Staatsbürgerschaft an. Sie starb 1975 in Cambridge und wurde ihrem Wunsch entsprechend an der Seite ihres Vaters Heinrich Hertz auf dem Friedhof Ohlsdorf in Hamburg beigesetzt.

## Schriften
- Mathilde Hertz: Beobachtungen an primitiven Säugetiergebissen. In: Zeitschrift für Morphologie und Ökologie der Tiere. Springer, Berlin 1925, OCLC 72887346, S. 540–584, doi:10.1007/BF00408467.
- Mathilde Hertz: Wahrnehmungspsychologische Untersuchungen am Eichelhäher. In: Zeitschrift für vergleichende Physiologie. Berlin 1928, doi:10.1007/BF00340832.
- Mathilde Hertz: Die Organisation des optischen Feldes bei der Biene. In: Zeitschrift für vergleichende Physiologie. Berlin, OCLC 4668081152 (Die Habilitationsschrift erschien in drei Teilen: 1929 (doi:10.1007/BF00340937), 1930 (doi:10.1007/BF00339073), 1931 (doi:10.1007/BF00338008)).
- Heinrich Hertz: Erinnerungen, Briefe, Tagebücher = Memoirs, letters, diaries. 2. Auflage. Physik Verlag, Weinheim 1977, OCLC 10023246 (zusammengestellt von Johanna und Mathilde Hertz, alle Texte in deutscher und englischer Sprache).